# Cyryl
Cyryl – imię męskie pochodzące z języka greckiego. Wywodzi się ze słowa κύριος znaczącego „pan”, „władca”. W Polsce używane było rzadko, częściej natomiast na Rusi Czerwonej.
Rosyjskim odpowiednikiem tego imienia jest Kiriłł (ros. Кирилл).
Cyryl imieniny obchodzi: 9 lutego, 14 lutego, 18 marca, 29 marca, 27 czerwca, 30 czerwca, 7 lipca i 8 sierpnia.
Żeński odpowiednik: Cyryla.

## Osoby noszące imię Cyryl
- Cyril Abiteboul – francuski manager zespołów motorsportowych
- Cyril Despres – francuski motocyklista rajdowy
- Cyril Kola – pisarz górnołużycki
- Cyril Svoboda – czeski polityk
- Cyril Tourneur – dramaturg angielski
- Cyryl – metropolita moskiewski i całej Rusi w latach 1568–1572
- Cyryl – metropolita jekaterynburski i wierchoturski od 2011
- Cyryl – patriarcha Bułgarii w latach 1953–1971
- Cyryl – rosyjski duchowny prawosławny
- Cyryl – biskup stawropolski i niewinnomysski od 2009
- Cyryl – rosyjski biskup prawosławny
- Cyryl I – patriarcha moskiewski i całej Rusi od 2009 roku
- Cyryl – apostoł Słowian wraz z Metodym, święty katolicki i prawosławny
- Cyryl Jerozolimski, biskup Jerozolimy w IV wieku
- Cyryl Lukaris – grecki duchowny prawosławny, teolog
- Cyryl Ratajski – polski polityk, prezydent miasta Poznania
- Cyryl z Aleksandrii, biskup Aleksandrii
- Kiriłł Moskalenko – radziecki generał
- Kiriłł Kombarow – rosyjski piłkarz
- Kiriłł Rybakow – rosyjski piłkarz
- Kyryło Ośmak – ukraiński nacjonalista, działacz OUN
- Samuel Cyryl Stefanowicz – arcybiskup lwowski obrządku ormiańskiego